# 安蔵寺山
安蔵寺山（あぞうじさん・あぞうじやま）は、島根県益田市、鹿足郡津和野町および同郡吉賀町の境に位置する標高1,263.2メートルの山である。

## 概要
県境を接しない山としては、島根県最高峰とされる。山体全域が西中国山地国定公園に属する。
山塊は南北に延びる尾根を有し、西中国山地屈指のブナの天然林を誇る。
登山道は津和野町側の奥谷登山口から南へ尾根を縦走するコース、益田市側の伊原谷登山口から山頂へ直登するコース、吉賀町のゴギの郷からのコースがある。近年尾根直下を貫通する安蔵寺トンネルからのコースが出来た。
2019年に「ナラ太郎」の愛称で呼ばれていた樹齢約600年のミズナラの巨木が倒れているのが見つかった。